# 瓯江南口特大桥
瓯江南口特大桥是温州轨道交通S1线、S2线共用的一座桥梁，位于中华人民共和国浙江省温州市，全长2.53公里，其中跨海段长2.44公里，主要为跨海桥梁和海底隧道。项目起点于龙湾区海滨街道城东村，终点位于洞头区灵昆街道海思村。

## 历史
- 2019年9月28日，瓯江南口特大桥的S1线部分启用[2]。
- 2023年8月26日，瓯江南口特大桥的S2线部分启用[3]。